# Johan Rosén (skådespelare)
Johan Rosén (ursprungligen John Christian Rosén), född 14 februari 1887 i Malmö, död där 2 september 1962, var en svensk skådespelare, dekormålare, attributör och teaterdirektör.
Rosén var utbildad målare och medverkade i amatörteater innan han 1924 blev direktör för Folkets hus teater i Malmö i kompanjonskap med Viktor Hallin. Från året därpå drev Rosén Friluftsteatern vid Pildammarna i fyra säsonger. Han arbetade omväxlande som skådespelare och dekoratör vid Svensk Talfilms ateljé i Malmö. År 1946 kom han till Malmö stadsteater där han kom att verka som attributmakare. Rosén är begravd på Östra kyrkogården i Malmö.

## Filmografi
- 1911 – Rannsakningsdomaren
- 1924 – Studenterna på Tröstehult
- 1925 – Den gamla herrgården
- 1942 – Stinsen på Lyckås
- 1944 – Skåningar
- 1945 – Sten Stensson kommer till stan
- 1945 – Jord
- 1945 – Jolanta, den gäckande suggan
- 1946 – Ebberöds bank
- 1946 – Ungdom i fara